# Powerage Tour
Powerage Tour – trzecia trasa koncertowa grupy muzycznej AC/DC, w jej trakcie odbyło się dziewięćdziesiąt dziewięć koncertów.

## Program koncertów

### Anglia i Szkocja
1. "Riff Raff"
2. "Problem Child"
3. "Hell Ain’t a Bad Place to Be"
4. "Rock’n’Roll Damnation"
5. "Bad Boy Boogie"
6. "Dog Eat Dog"
7. "Down Payment Blues"
8. "The Jack"
9. "High Voltage"
10. "Whole Lotta Rosie"
11. "Let There Be Rock"
12. "Rocker"

### Pozostała część trasy
1. "Live Wire"
2. "Problem Child"
3. "Sin City"
4. "Bad Boy Boogie"
5. "Rock’N’Roll Damnation"
6. "High Voltage"
7. "Whole Lotta Rosie"
8. "Dog Eat Dog"
9. "Rocker"
10. "Let There Be Rock"

## Lista koncertów
1. 27 kwietnia 1978 – Hanley, Anglia – Victoria Hall
2. 30 kwietnia 1978 – Glasgow, Szkocja – Apollo Glasgow
3. 1 maja 1978 – Middlesborough, Anglia – Middlesborough Town Hall
4. 2 maja 1978 – Coventry, Anglia – Locarno Ballroom
5. 4 maja 1978 – Liverpool, Anglia – Empire Theatre
6. 4 maja 1978 – Derby, Anglia – Assembly Room
7. 5 maja 1978 – Newcastle, Anglia – Mayfair Ballroom
8. 7 maja 1978 – Londyn, Anglia – Hammersmith Odeon
9. 8 maja 1978 – Swindon, Anglia – Oasis Leisure Centre
10. 11 maja 1978 – Great Yarmouth, Anglia – Vauxhall Holiday Camp Ballroom
11. 12 maja 1978 – Cambridge, Anglia – Corn Exchange
12. 13 maja 1978 – West Runton, Anglia – Pavillion
13. 14 maja 1978 – Birmingham, Anglia – Birmingham Odeon
14. 16 maja 1978 – Keighley, Anglia – Victoria Hall
15. 18 maja 1978 – Colchester, Anglia – ABC
16. 19 maja 1978 – Leeds, Anglia – Leeds Beckett University
17. 21 maja 1978 – Sheffield, Anglia – Top Rank Suite
18. 22 maja 1978 – Bristol, Anglia – Colston Hall
19. 23 maja 1978 – Bournemouth, Anglia – Village Bowl
20. 24 maja 1978 – Plymouth, Anglia – The Metro
21. 26 maja 1978 – Blackburn, Anglia – King George’s Hall
22. 27 maja 1978 – Carlisle, Anglia – Market Hall
23. 24 czerwca 1978 – Norfolk, Wirginia Zachodnia, USA – Norfolk Scope
24. 25 czerwca 1978 – Lexington, Kentucky, USA – Rupp Arena
25. 26 czerwca 1978 – Knoxville, Tennessee, USA – James White Civic Coliseum
26. 2 lipca 1978 – Houston, Teksas, USA – Lakewood Church Central Campus
27. 3 lipca 1978 – Dallas, Teksas, USA – Fair Park
28. 4 lipca 1978 – Lubbock, Teksas, USA – Lubbock Municipal Coliseum
29. 6 lipca 1978 – Austin, Teksas, USA – Opry House
30. 7 lipca 1978 – Corpus Christi, Teksas, USA – The Ritz Theater
31. 8 lipca 1978 – San Antonio, Teksas, USA – Municipal Auditorium
32. 10 lipca 1978 – Salt Lake City, Utah, USA – Salt Palace
33. 12 lipca 1978 – Long Beach, Kalifornia, USA – Long Beach Arena
34. 13 lipca 1978 – Los Angeles, Kalifornia, USA – Starwood Hotels and Resort Worldwide
35. 15 lipca 1978 – Fresno, Kalifornia, USA – Selland Arena
36. 16 lipca 1978 – San Jose, Kalifornia, USA – San Jose Exhibition Center
37. 21 lipca 1978 – Portland, Oregon, USA – Memorial Coliseum
38. 23 lipca 1978 – Oakland, Kalifornia, USA – Oakland Coliseum (trzeci dzień festiwalu Day on the Green)
39. 25 lipca 1978 – Vancouver, Kanada – Pacific National Exhibition Coliseum
40. 26 lipca 1978 – Spokane, Waszyngton, USA – Spokane Coliseum
41. 28 lipca 1978 – Billings, Montana, USA – Yellow Stone Metra
42. 29 lipca 1978 – Evansville, Indiana, USA – Mesker Amphitheatre
43. 30 lipca 1978 – Winnipeg, Kanada – Winnipeg Arena
44. 1 sierpnia 1978 – Rapid City, Dakota Południowa, USA – Rushmore Plaza Civic Center
45. 3 sierpnia 1978 – East Troy, Wisconsin, USA – Alpine Valley Music Theatre
46. 4 sierpnia 1978 – Chicago, Illinois, USA – The International Amphitheatre
47. 5 sierpnia 1978 – Chicago, Illinois, USA – The International Amphitheatre
48. 8 sierpnia 1978 – Nashville, Tennessee, USA – Bar Convention (koncert zorganizowany dla wytwórni Atlantic Records)
49. 9 sierpnia 1978 – Salem, Wirginia, USA – Roanoke Civic Center
50. 10 sierpnia 1978 – Fayetteville, Karolina Północna, USA – Cumberland County Arena
51. 11 sierpnia 1978 – Atlanta, Georgia, USA – Atlanta Symphony Hall
52. 12 sierpnia 1978 – Jacksonville, Floryda, USA – The Jacksonville Veterans Memorial Coliseum
53. 13 sierpnia 1978 – Miami, Floryda, USA – Gussman Hall
54. 18 sierpnia 1978 – Hampstead, Nowy Jork, USA – Calderone Theatre
55. 19 sierpnia 1978 – Wilkes-Barre, Pensylwania, USA – F.M. Kirby Center
56. 21 sierpnia 1978 – Boston, Massachusetts, USA – Paradise Theater
57. 22 sierpnia 1978 – Morristown, New Jersey, USA – Morris Stage
58. 23 sierpnia 1978 – Albany, Nowy Jork, USA – Palace Theatre
59. 24 sierpnia 1978 – Nowy Jork, Nowy Jork, USA – The Palladium
60. 25 sierpnia 1978 – Warwick, Rhode Island, USA – Rocky Point Amusement Park
61. 26 sierpnia 1978 – Willimantic, Connecticut, USA – Shaboo Inn
62. 27 sierpnia 1978 – Owing Mills, Maryland, USA – Painters Mill Star Theatre
63. 29 sierpnia 1978 – Seattle, Waszyngton, USA – Seattle Coliseum
64. 30 sierpnia 1978 – Seattle, Waszyngton, USA – Seattle Coliseum
65. 31 sierpnia 1978 – Portland, Oregon, USA – Paramount Theatre
66. 2 września 1978 – Oakland, Kalifornia, USA – Oakland Stadium (piąty dzień festiwalu Day on the Green)
67. 4 września 1978 – Denver, Kolorado, USA – Red Rocks Amphitheatre
68. 8 września 1978 – Wheeling, Wirginia Zachodnia, USA – WesBanco Arena
69. 9 września 1978 – Johnson City, Tennessee, USA – Freedom Hall Civic Center
70. 10 września 1978 – Columbus, Ohio, USA – Veterans Memorial Auditorium
71. 12 września 1978 – Milwaukee, Wisconsin, USA – Riverside Theater
72. 13 września 1978 – Royal Oak, Michigan, USA – Royal Oak Theater
73. 14 września 1978 – Schaumburg, Illinois, USA – B'Ginnings
74. 16 września 1978 – Cleveland, Ohio, USA – Connor Palace
75. 17 września 1978 – Allentown, Pensylwania, USA – Lehigh Carbon Community College
76. 20 września 1978 – Huntington, Wirginia Zachodnia, USA – Huntington Civic Center
77. 22 września 1978 – Chicago, Illinois, USA – Aragon Ballroom
78. 23 września 1978 – Kansas City, Missouri, USA – Uptown Theatre
79. 24 września 1978 – Omaha, Nebraska, USA – Omaha Civic Auditorium
80. 27 września 1978 – Buffalo, Nowy Jork, USA – Buffalo Memorial Auditorium
81. 28 września 1978 – Rochester, Nowy Jork, USA – Rochester Community War Memorial
82. 30 września 1978 – South Bend, Indiana, USA – Edmund P. Joyce Center
83. 2 października 1978 – Toledo, Ohio, USA – Toledo Sports Arena
84. 3 października 1978 – Fort Wayne, Indiana, USA – Allen County War Memorial Coliseum
85. 10 października 1978 – Malmö, Szwecja – Folkets Park
86. 11 października 1978 – Sztokholm, Szwecja – Göta Lejon
87. 13 października 1978 – Hamburg, Niemcy – Audimax
88. 14 października 1978 – Norymberga, Niemcy – Hemmerleinhalle
89. 15 października 1978 – Zurych, Szwajcaria – Volkshaus
90. 16 października 1978 – Mannheim, Niemcy – Rheingoldhalle
91. 17 października 1978 – Dortmund, Niemcy – Westfalenhallen
92. 18 października 1978 – Kolonia, Niemcy – Sartory-Saal
93. 19 października 1978 – Wiedeń, Austria – Wiener Stadthalle
94. 20 października 1978 – Monachium, Niemcy – Schwabinger Brau
95. 22 października 1978 – Amsterdam, Holandia – Jaap Edenhal
96. 23 października 1978 – Nijmegen, Holandia – De Vereeniging
97. 24 października 1978 – Paryż, Francja – Le Stadium
98. 26 października 1978 – Deurne, Belgia – Sporthal Arena
99. 27 października 1978 – Koekelare, Belgia – Koekelarsee Sporthal